# Brian Grant (Basketballspieler)
Brian Wade Grant (* 5. März 1972 in Columbus, Ohio) ist ein ehemaliger US-amerikanischer Basketballspieler, der von 1994 bis 2006 in der NBA aktiv war.

## Karriere
Grant spielte vier Jahre lang für die Xavier University, ehe er beim NBA-Draft 1994 an achter Stelle von den Sacramento Kings ausgewählt wurde. Bei den Kings überzeugte Grant sofort und wurde ins "NBA All-First-Rookie Team" gewählt. 1997 unterschrieb Grant einen Vertrag mit den Portland Trail Blazers. Bei den Blazers etablierte er sich sofort als startender Power Forward und bildete mit Spielern wie Arvydas Sabonis, Isaiah Rider, Rasheed Wallace und Damon Stoudamire eine hochtalentierte Startaufstellung, die sich 1999 und 2000 bis ins Conference-Finale der Western Conference durchkämpfte. 2000 unterschrieb er einen  Vertrag mit den Miami Heat. Das Management der Heat wurde dafür kritisiert Grant einen so hochdotierten Vertrag von 86 Mio. US-Dollar für sieben Jahre gegeben zu haben. Pat Riley verteidigte die Verpflichtung. Grant spielte dennoch 2000/01 seine beste Saison und erzielte 15,2 Punkte und 8,8 Rebounds pro Spiel.
2004 wurde Grant dann gemeinsam mit Lamar Odom und Caron Butler zu den Los Angeles Lakers transferiert. Im Gegenzug wechselte Shaquille O’Neal nach Miami. Grant konnte sich bei den Lakers nicht durchsetzen und wurde nach einer Saison entlassen. 2005 unterschrieb der Veteran dann bei den Phoenix Suns. Beim NBA-Draft 2006 wurde Grant, zusammen mit dem Draftrecht an Rajon Rondo, zu den Boston Celtics geschickt. Am 27. Oktober 2006 wurde er entlassen und verkündete kurz darauf seinen Rücktritt vom Profisport.
Während seiner zwölfjährigen Laufbahn erzielte Grant 10,5 Punkte und 7,4 Rebounds pro Spiel.

## Sonstiges
Grant ist bekannt für sein hohes soziales Engagement. So erhielt er 1999 den J. Walter Kennedy Citizenship Award. Im November 2008 wurde bei Grant die Parkinson-Krankheit festgestellt. Nach Gesprächen mit Michael J. Fox und Muhammad Ali entschloss sich Grant die Krankheit 2009 öffentlich zu machen.